# بابيون (مقاطعة دورود)
بابيون (بالفارسية: پاپیون) هي مستوطنة تقع في قسم جان الريفي (مقاطعة دورود) في إيران.